# Mistrovství Evropy v judu 2015 – muži – superlehká váha (-60 kg)
Zápasy v judu na I. Evropský hrách / mistrovství Evropy v kategorii superlehkých vah mužů proběhly v Baku, 25. června 2015.

## Finále
| finále          |                 |
| --------------- | --------------- |
| Orchan Safarov  | Beslan Mudranov |
| Beslan Mudranov | Beslan Mudranov |

## Opravy / O bronz
Poražení čtvrtfinalisté se utkávají mezi sebou v opravách. Vítězové oprav následně vyzvou poražené semifinalisty v boji o bronzovou medaili.	
| opravy             | o bronz            |                    |
| ------------------ | ------------------ | ------------------ |
| Ludovic Chammartin | Ludovic Chammartin | Ludovic Chammartin |
| Ovanes Davtjan     | Ludovic Chammartin | Ludovic Chammartin |
|                    | Jeroen Mooren      | Ludovic Chammartin |
| Amiran Papinašvili | Amiran Papinašvili | Amiran Papinašvili |
| Tobias Englmaier   | Amiran Papinašvili | Amiran Papinašvili |
|                    | Francisco Garrigos | Amiran Papinašvili |

## Pavouk
|   | 1/32                | 1/16                | čtvrtfinále        | semifinále         | finále          |
| - | ------------------- | ------------------- | ------------------ | ------------------ | --------------- |
| A | volný los           | Orchan Safarov      | Orchan Safarov     | Orchan Safarov     | Orchan Safarov  |
| A | volný los           | Orchan Safarov      | Orchan Safarov     | Orchan Safarov     | Orchan Safarov  |
| A | Yann Siccardi       | Arif Bagirov        | Orchan Safarov     | Orchan Safarov     | Orchan Safarov  |
| A | Arif Bagirov        | Arif Bagirov        | Orchan Safarov     | Orchan Safarov     | Orchan Safarov  |
| A | Ludwig Paischer     | Ludwig Paischer     | Ludovic Chammartin | Orchan Safarov     | Orchan Safarov  |
| A | Juho Reinvall       | Ludwig Paischer     | Ludovic Chammartin | Orchan Safarov     | Orchan Safarov  |
| A | Ludovic Chammartin  | Ludovic Chammartin  | Ludovic Chammartin | Orchan Safarov     | Orchan Safarov  |
| A | Janislav Gerčev     | Ludovic Chammartin  | Ludovic Chammartin | Orchan Safarov     | Orchan Safarov  |
| B | volný los           | Ilkar Muškijev      | Francisco Garrigos | Francisco Garrigos | Orchan Safarov  |
| B | volný los           | Ilkar Muškijev      | Francisco Garrigos | Francisco Garrigos | Orchan Safarov  |
| B | Francisco Garrigos  | Francisco Garrigos  | Francisco Garrigos | Francisco Garrigos | Orchan Safarov  |
| B | Alon Rahima         | Francisco Garrigos  | Francisco Garrigos | Francisco Garrigos | Orchan Safarov  |
| B | volný los           | Ovanes Davtjan      | Ovanes Davtjan     | Francisco Garrigos | Orchan Safarov  |
| B | volný los           | Ovanes Davtjan      | Ovanes Davtjan     | Francisco Garrigos | Orchan Safarov  |
| B | Matjaž Trbovc       | Matjaž Trbovc       | Ovanes Davtjan     | Francisco Garrigos | Orchan Safarov  |
| B | Ahmet Şahin Kaba    | Matjaž Trbovc       | Ovanes Davtjan     | Francisco Garrigos | Orchan Safarov  |
| C | volný los           | Amiran Papinašvili  | Amiran Papinašvili | Jeroen Mooren      | Beslan Mudranov |
| C | volný los           | Amiran Papinašvili  | Amiran Papinašvili | Jeroen Mooren      | Beslan Mudranov |
| C | Amado Lazea         | Tommy Aršansky      | Amiran Papinašvili | Jeroen Mooren      | Beslan Mudranov |
| C | Tommy Aršansky      | Tommy Aršansky      | Amiran Papinašvili | Jeroen Mooren      | Beslan Mudranov |
| C | Vincent Limare      | Jeroen Mooren       | Jeroen Mooren      | Jeroen Mooren      | Beslan Mudranov |
| C | Jeroen Mooren       | Jeroen Mooren       | Jeroen Mooren      | Jeroen Mooren      | Beslan Mudranov |
| C | Ashley Mckenzie     | Ashley Mckenzie     | Jeroen Mooren      | Jeroen Mooren      | Beslan Mudranov |
| C | Carmine Di Loreto   | Ashley Mckenzie     | Jeroen Mooren      | Jeroen Mooren      | Beslan Mudranov |
| D | volný los           | Beslan Mudranov     | Beslan Mudranov    | Beslan Mudranov    | Beslan Mudranov |
| D | volný los           | Beslan Mudranov     | Beslan Mudranov    | Beslan Mudranov    | Beslan Mudranov |
| D | Pavel Petřikov ml.  | Pavel Petřikov ml.  | Beslan Mudranov    | Beslan Mudranov    | Beslan Mudranov |
| D | Nuno Carvalho       | Pavel Petřikov ml.  | Beslan Mudranov    | Beslan Mudranov    | Beslan Mudranov |
| D | volný los           | Tobias Englmaier    | Tobias Englmaier   | Beslan Mudranov    | Beslan Mudranov |
| D | volný los           | Tobias Englmaier    | Tobias Englmaier   | Beslan Mudranov    | Beslan Mudranov |
| D | Tom Schmit          | Łukasz Kiełbasiński | Tobias Englmaier   | Beslan Mudranov    | Beslan Mudranov |
| D | Łukasz Kiełbasiński | Łukasz Kiełbasiński | Tobias Englmaier   | Beslan Mudranov    | Beslan Mudranov |